# Manfred Schröbler
Manfred Schröbler (* 8. April 1934; † 23. Mai 2015) war ein Fußballtorhüter aus der DDR. 

## Sportlicher Werdegang
Schröbler besuchte in Grevesmühlen die Schule und spielte anfänglich für die BSG Einheit Grevesmühlen. Später ging er zur BSG Motor Warnowwerft Warnemünde, mit denen er 1954/55 in die DDR-Liga, Staffel 1, spielte.
Zwischen 1956 und 1969 spielte er für den SC Empor Rostock bzw. nach Herauslösung der Fußballabteilung aus dem Verein für den F.C. Hansa Rostock. Insgesamt bestritt Schröbler 122 Oberliga-, 26 Liga-, zwei Europapokal- und 15 FDGB-Pokalspiele für die erste Mannschaft der Hanseaten. Sein erstes Pflichtspiel bestritt er am 3. Juni 1956 in der Oberliga; am Saisonende stieg Empor als Tabellenletzter in die Liga ab. 1957 erreichte die Mannschaft als Zweitligist das Finale des FDGB-Pokals. Schröbler stand im Finale in Karl-Marx-Stadt zwischen den Pfosten und verlor gegen den Oberligisten SC Lok Leipzig 1:2 nach Verlängerung. Im gleichen Jahr gelang der Wiederaufstieg in die Oberliga. In der folgenden Saison 1958 sowie in der Saison 1962/63 bestritt Schröbler alle Oberligapartien. In der Saison 1963/64 wurde er wieder von Jürgen Heinsch als Stammtorhüter abgelöst. 1965/66 und 1966/67 kam Schröbler zu keinem Oberliga-Einsatz mehr. 1967/68 wurde er lediglich in Karl-Marx-Stadt noch einmal für den verletzten Peter Below in der 60. Minute eingewechselt und kassierte bei der 0:3-Niederlage noch zwei Tore durch Eberhard Vogel. 1966/67 gewann er noch mit der zweiten Mannschaft die Bezirksmeisterschaft Rostock, stieg in die Liga auf und spielte auch 1967/68 für die zweite Mannschaft. 
In der ersten Runde des Messepokals 1968/69 gegen OGC Nizza kam Schröbler noch zu zwei internationalen Einsätzen. Hansa zog durch ein 4:2 nach beiden Spielen in die nächste Runde. In dieser hatte er jedoch seinen Platz an den 19-jährigen Dieter Schneider verloren. Seine letzte Oberligapartie für die Rostocker bestritt Schröbler am 2. November 1968.
Nach seiner Zeit bei Hansa hütete Schröbler erneut bei seinem Jugendverein Einheit Grevesmühlen das Tor. 1975 erreichte er mit ihm den Ligaaufstieg.